# Holloway (Londres)
Pour les articles homonymes, voir Holloway.
Ne doit pas être confondu avec Royal Holloway (université de Londres).
Holloway est un district du borough d'Islington, dans le Grand Londres, au Royaume-Uni. Son centre est Nag's Head.

## Aperçu
Holloway se trouve dans le comté historique du Middlesex. Au centre de Holloway se trouve la zone commerciale de Nag's Head, située entre les quartiers plus résidentiels d'Upper Holloway (en) et de Lower Holloway. Holloway a une population multiculturelle. La localité accueille l'Arsenal Football Club (Arsenal FC), à l'ouest de Highbury, ainsi que jusqu'en 2016 la plus grande prison pour femmes d'Europe, la prison de Holloway.

## Galerie

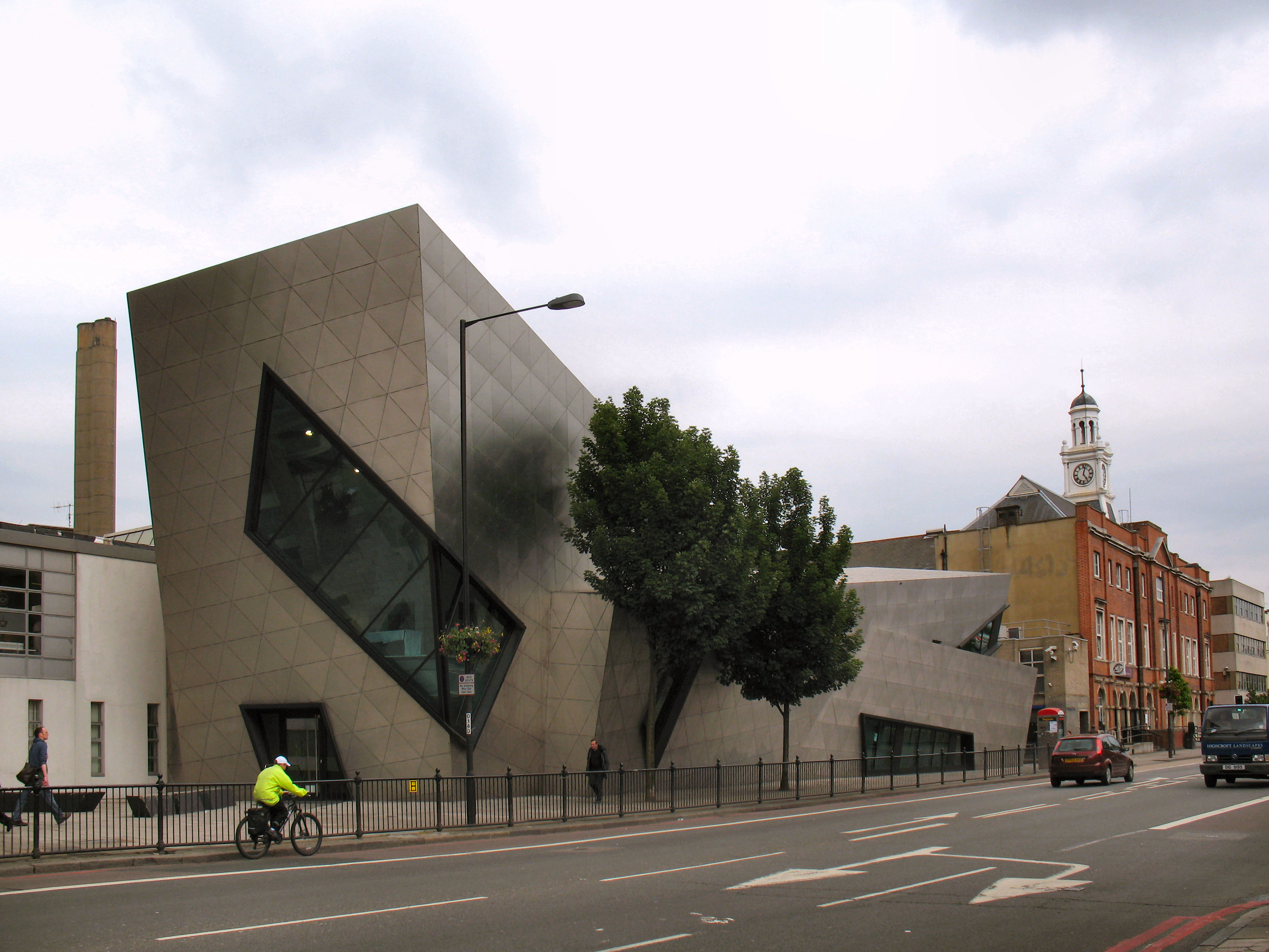
L'Orion Building, laboratoire scientifique de la London Metropolitan University sur Holloway Road. Architecte : Daniel Libeskind.
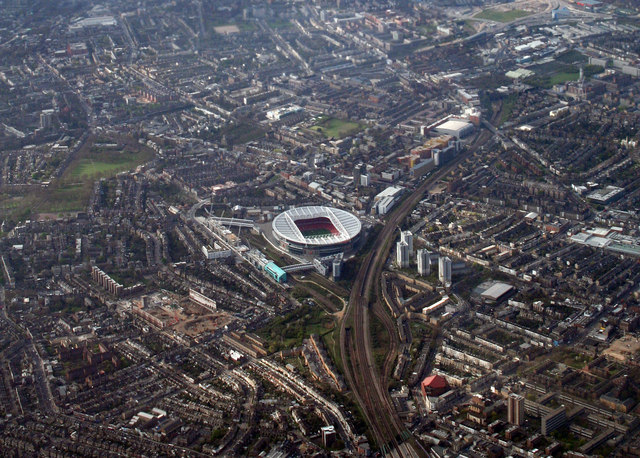
L'Emirates Stadium à Holloway.